# Harry Carney
Harry Howell Carney (Boston, 1º aprile 1910 – New York, 8 ottobre 1974) è stato un sassofonista e clarinettista jazz statunitense, noto soprattutto per la sua lunga (45 anni) militanza nell'orchestra di Duke Ellington – per il quale spesso faceva anche da autista – e per essere stato uno dei primi solisti jazz al sax baritono.
Carney debuttò come contraltista ma passò quasi subito al sax baritono, con l'uso occasionale del clarinetto e del clarinetto basso come secondi strumenti. Il suo sassofono dal timbro robusto serviva spesso come base per il lavoro dell'orchestra.

## Biografia

### Gli inizi
Nativo di Boston, a diciassette anni Carney scappò di casa per seguire l'orchestra di Duke Ellington, debuttando al sax contralto e al clarinetto, ma adottando ben presto il sax baritono come strumento principale.

### Harry e Duke
Carney fu il solista che rimase più a lungo con Ellington, che sostituiva come direttore nelle rare occasioni in cui Duke era assente o quando voleva apparire sul palco dopo che l'orchestra aveva già suonato un pezzo. Carney ed Ellington erano amici intimi, e per quasi tutto il tempo in cui si conobbero era Carney ad accompagnare Ellington in macchina da una città all'altra. Duke sedeva sul sedile posteriore e spesso utilizzava il tempo trascorso sulla strada per comporre. Questo rapporto tra i due è stato ritratto nel libro Natura morta con custodia di sax. Storie di jazz dello scrittore britannico Geoff Dyer.
Ellington, come era solito fare per i suoi solisti, dedicò diversi pezzi del repertorio dell'orchestra a Carney e al suo strumento, ad esempio Frustration (1944-1945). Inoltre, a volte Duke affidava il tema di pezzi famosi al baritono di Carney (accadde ad esempio per Sophisticated Lady e In a Mellow Tone). La sua composizione del 1973, il Terzo Concerto Sacro, fu interamente costruita sul sax di Carney.
Con l'espandersi della sezione ance dell'orchestra Carney iniziò a utilizzare il solo sassofono baritono, rinunciando definitivamente al contralto mentre fu sempre una presenza al clarinetto, anche in pezzi ben noti come Rockin' in Rhythm, uno dei cavalli di battaglia dell'orchestra, che lo ebbe in repertorio fino alla fine e per il quale Carney è anche accreditato come coautore.
Carney non lasciò mai l'orchestra, salvo che per alcune registrazioni come leader assieme a Lionel Hampton.
Quando Ellington morì, nel 1974, Carney dichiarò: «Questo è il giorno più brutto della mia vita. Senza Duke non mi resta più nulla per cui vivere». Harry Carney morì quattro mesi dopo.

## Strumentista

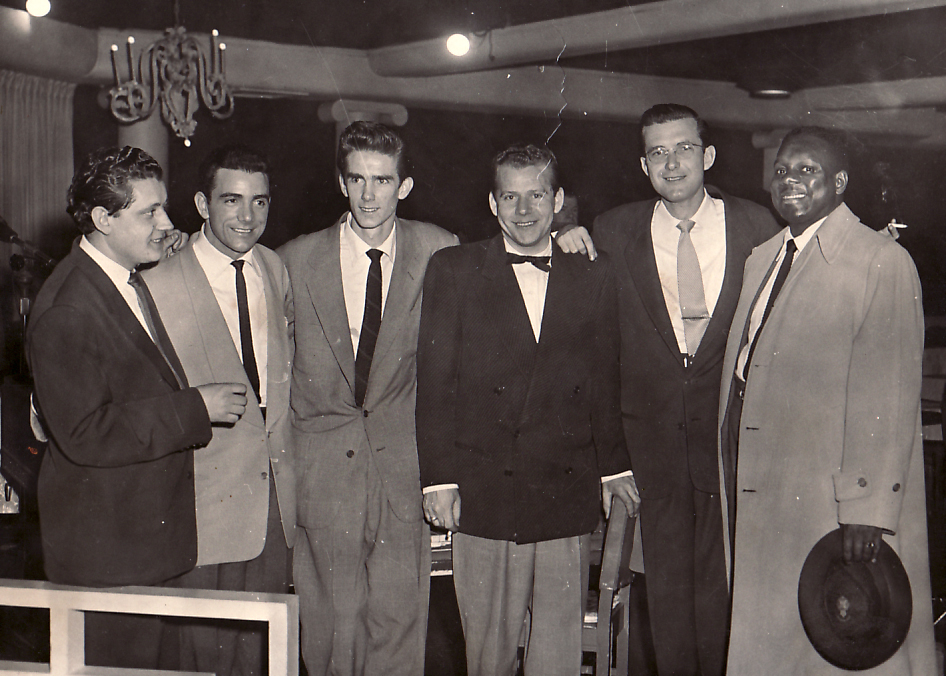
Da sinistra: Chris Gage, Louie Bellson, Stan "Cuddles" Johnson, Tony Gage, Fraser MacPherson, Harry Carney. (Foto dalla Fred MacPherson estate)

Anche se Carney non fu il primo baritonista del jazz, fu senz'altro il primo a emergere come solista di prim'ordine e il suo stile influenzò tutti i baritonisti che vennero dopo di lui.
Carney suonava strumenti della ditta C.G. Conn per la quale era anche testimonial. Dalle foto che ci restano è possibile dedurre che usava principalmente bocchini della Woodwind Company di New York, forse il modello 'Sparkle-Aire' nr. 5. La combinazione di un bocchino dalla camera molto ampia con gli strumenti Conn lo agevolò senz'altro nel raggiungere il suo caratteristico suono, estremamente ampio e corposo. Carney fu anche uno dei primi a sperimentare la respirazione circolare al sassofono.
Hamiet Bluiett, che lo sentì suonare non accompagnato durante un concerto ha detto di Harry Carney: «Non ho mai sentito nessun altro fermare il tempo»